# Серая Гаргулья
Се́рая Гаргу́лья (англ. Grey Gargoyle), настоящее имя — Поль Пьер Дюва́ль (англ. Paul Pierre Duval) — суперзлодей комиксов издательства Marvel Comics. Был создан писателем Стэном Ли и художником Джеком Кирби и дебютировал в комиксе Journey into Mystery #107 в августе 1964 года. Чаще всего изображается как враг Тора и Железного человека.
Гаргулья неоднократно появлялась в других СМИ, включая анимацию и видеоигры.

## История публикаций
Серая Гаргулья дебютировала в комиксе Journey into Mystery #107 в августе 1964 года в качестве врага супергероя Тора и была создана Стэном Ли и Джеком Кирби.

## Биография

### Преступная деятельность
До своей мутации Гаргулья был знаменитым французским алхимиком Полем Пьером Дювалем, но однажды произошёл несчастный случай во время эксперимента, во время которого Дюваль пролил на руку специальный химикат, который наделил его способностью превращать в органический камень любой объект, к которому он прикоснётся. Дюваль даёт себе прозвище Серая Гаргулья, решает использовать свои силы во зло и сталкивается с Тором и побеждает его в первой схватке, но во время второй стычки Тору удаётся одолеть Гаргулью и утопить его в реке Гудзон.
Вскоре Гаргулью находят на дне реки и достают на поверхность, после чего Гаргулья обращает в камень рабочих, доставших его из воды, и решает найти доктора Дона Блейка (альтер-эго Тора), чтобы он помог ему найти Тора. Однако попытка мести проваливается и Тор побеждает Горгулью, сплавив его конечности друг с другом.
Чуть позже Гаргулья возвращается и пытается украсть экспериментальное устройство для того, чтобы использовать его против Тора, но его план срывает Железный человек. 
Затем Гаргулья вновь выступает в качестве промышленного диверсанта, пытаясь украсть экспериментальное вещество под названием «Элемент X», но его побеждают Капитан Америка, Ник Фьюри и Сокол.
После этого Гаргулья продолжает свою карьеру суперзлодея, сталкиваясь с Тором и Мстителями и становясь членом суперзлодейской команды Повелители зла под командованием Барона Гельмута Земо.
Во время сюжетной арки Acts of Vengeance Гаргулья вступает в союз с Доктором Думом и сталкивается с Халком, однако последний легко побеждает Гаргулью и ломает ему руку.
После этого Гаргулья сталкивается с Женщиной-Пауком и Мисс Марвел во время событий арки Civil War: The Initiative.
Чуть позже выясняется, что всё это время у Гаргульи была отвергнутая дочь по имени Мортар, выступающая членом суперзлодейской команды Порождения зла.
Вскоре суперзлодей Граф Нефария вербует Гаргулью в команду Смертельный Легион, однако Гаргулья и его сокомандники терпят поражение в битве против Человека-Паука и попадают в тюрьму строго режима Рэйвенкрофт.

### Смерть
Во время сюжетной арки Sinister War Гаргулья погибает от рук Пожирателя грехов и становится частью команды Грешная шестёрка.

### Воскрешение и новая стычка с Тором
Вскоре после этого Гаргулья объединяется с другими давними врагами Тора — Радиоактивным человеком, Коброй и Мистером Хайдом — и нападает на Тора, но проигрывает в схватке против Чаровницы, Сиф и Магни и попадает в компанию Daedalus LLC, дочернее подразделение Roxxon.

## Силы способности
Главной способностью Гаргульи является то, что одним своим прикосновением он способен превращать любой объект, в том числе человека, в органический камень, хотя этот эффект действует ограниченное количество времени. Также, если Гаргулья касается самого себя, это даёт ему только преимущество, так как каменная корка, которая покрывает всё его тело, усиливает его прочность, выносливость и физическую силу, а также делает его неуязвимым к биологическому старению.
Кроме всего прочего Гаргулья имеет степень образования в области алхимии и обладает огромным интеллектом.

## Вне комиксов

### Телевидение
- В 1966 году Гаргулья появилась в одном из эпизодов анимационного телесериала «Супергерои Marvel» в качестве одного из врагов Тора. В сериале роль Гаргульи исполнил Крис Виггинс[25].
- В 1994 году Серая Гаргулья играет роль одного из антагонистов в мультсериале «Железный человек» и выступает в качестве одного из помощников Мандарина. Во втором сезоне Железный человек побеждает Гаргулью и помещает его в Хранилище. Роль Гаргульи исполнил Эд Гилберт[26].
- В 2009 году Гаргулья исполняет роль второстепенного антагониста и стража кольца Мандарина в мультсериале «Железный человек: Приключения в броне». В одном из эпизодов Гаргулья погибает от рук Доктора Дума, который забирает кольцо с собой[27].
- В 2010 году Гаргулья появляется в мультсериале «Мстители: Величайшие герои Земли» и играет роль второстепенного антагониста, являясь членом Повелителей зла, однако в одном из эпизодов он погибает от рук Палача. Роль Гаргульи исполнил Трой Бейкер[26].

### Видеоигры
- В 1990 году Гаргулья играет роль одного из подручных Доктора Дума и одного из боссов в видеоигре The Amazing Spider-Man and Captain America in Dr. Doom’s Revenge![28].
- В 2006 году Серая Гаргулья выступает бывшим членом Повелителей зла, союзником Мандарина и одним из боссов в видеоигре Marvel: Ultimate Alliance. В этой игре Гаргулью озвучил актёр Том Кейн[26].
- В 2009 году Гаргулья появляется в продолжении Alliance — Marvel: Ultimate Alliance 2, и вновь исполняет роль одного из боссов. Гаргулью озвучил актёр Джо Розето, заменивший Кейна[29].
- В 2012 году Гаргулья фигурирует в видеоигре Marvel Avengers Alliance и играет роль одного из боссов и игрового персонажа[30].